# Schulimkerei
Eine Schulimkerei ist eine in einer Schule fest installierte funktionstüchtige Imkerei, die mit der Hilfe von oder ausschließlich durch Schüler betrieben wird. 
In Deutschland erfordert eine Schulimkerei wie bei anderen Imkereien eine Anmeldung beim Veterinäramt des jeweiligen Standortes. Bisher existieren über 150 Schulimkereien in Deutschland. Nachhaltige Schulimkereien werden von der Deutschen Bundesstiftung Umwelt gefördert.

## Umsetzung an Schulen
Die Schulimkerei ist entweder fest im Unterricht (Sachunterricht/Biologieunterricht) eingebunden oder Teil des Nachmittagsangebotes der jeweiligen Schulen. In einigen wenigen Schulen ist die Imkerei unterrichtsverpflichtend im Wahlpflichtunterricht enthalten, wobei auch die Vergabe von Zensuren erfolgt. Die Wahl des Unterrichtsmodelles obliegt der jeweiligen Schule und den betreuenden Lehrern oder Imkern. Wenn die Schulimkerei in unterrichtsverpflichtenden Fächern gelehrt wird, wird von der Schulbehörde ein Lehrplan verlangt, in dem die Lernziele und Fachkompetenzen festgelegt werden. 
Da die Schulimkereien meist nicht kostendeckend arbeiten und  die Defizite von den Schulen finanziell getragen werden müssen, werden meist Sponsoren und Spender benötigt, um die laufenden Kosten tragen zu können. Um dann die benötigten Spendenquittungen ausstellen zu können, benötigt die Schulimkerei ein Geschäftsmodell, beispielsweise kann ein gemeinnütziger Verein gegründet werden. In Bayern vergibt das Landwirtschaftsministerium pro Schuljahr Zuschüsse von 300 Euro an Gruppen, die in einer Schule den Wahlkurs Imkerei belegen.
Außerdem muss sich der Betreiber der Schulimkerei mit der Problematik der Bienengiftallergie auseinandersetzen. Meist ist eine Unterschrift der Eltern der betreffenden Schüler ausreichend, dass bei dem Kind keine Bienengiftallergie bekannt ist. Im Wahlpflichtbereich kann bei der Kurswahl darauf hingewiesen werden, dass der Kurs nicht von bienengiftallergischen Schülern gewählt werden darf.

## Projekte Schulimkerei
Die Schulimkerei der Otto-Hahn-Schule in Hamburg-Jenfeld untersucht im Rahmen des Wettbewerbs Jugend forscht 2014, unter welchen Bedingungen sich Bücherskorpione am besten in Bienenstöcken ansiedeln lassen. Dort sollen sie dabei helfen, die Varroamilbe zu bekämpfen.  Angeleitet werden die Schüler vom Biologielehrer der Schule.